# Apáthy-szikla
L'Apáthy-szikla (en français : « rocher Apáthy ») est un rocher dolomitique situé dans le 2e arrondissement de Budapest. Il domine la vallée de l'Ördög-árok et le quartier de Lipótmező dans sa partie nord-est.
Il fait l'objet d'un périmètre de protection naturelle.